# Michael Teutul
Michael Joseph "Mikey" Teutul (26 de novembro de 1978) é co-fundador da rede de motocicletas Orange County Choppers, junto com seu pai Paul Teutul, Sr. e seu irmão Paul Teutul, Jr.. A empresa é retratada em American Chopper, um reality show que estreou em setembro de 2002 no Discovery Channel, que contribuiu para a rápida ascensão da empresa à fama.
Devido ao enorme sucesso da série, dois títulos de jogos foram lançados; incluindo o American Chopper 2: Full Throttle para GameCube, PS2 e Xbox.

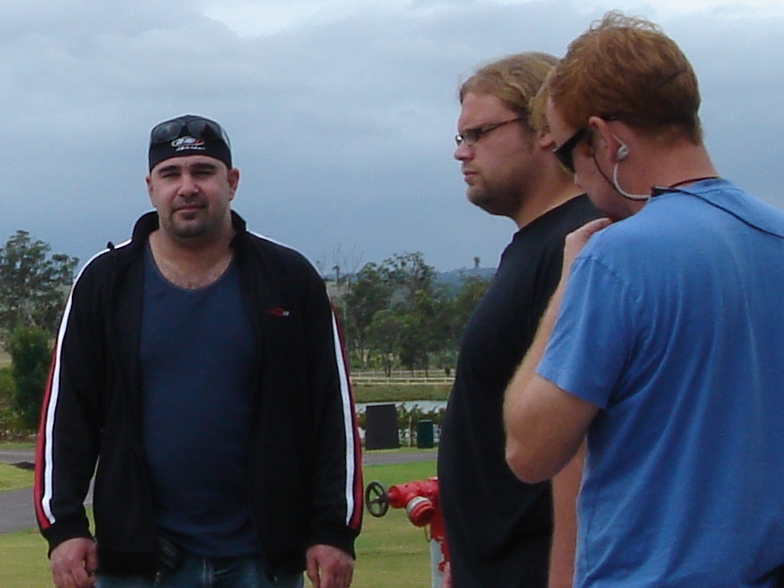
Vinnie e Mike